# Strigamia alokosternum
Strigamia alokosternum är en mångfotingart som först beskrevs av Carl Graf Attems 1927.  Strigamia alokosternum ingår i släktet Strigamia och familjen spoljordkrypare. Inga underarter finns listade i Catalogue of Life.